# WTNZ
WTNZ est une station de télévision américaine située à Knoxville, Tennessee appartenant à Lockwood Broadcast Group et affiliée au réseau Fox.

## Télévision numérique terrestre
| Canal virtuel | Image | Aspect | Programmation                       |
| ------------- | ----- | ------ | ----------------------------------- |
| 43.1          | 720p  | 16:9   | Programmation principale WTNZ / FOX |
| 43.2          | 480i  | 4:3    | Bounce TV                           |
| 43.3          | 480i  | 4:3    | Grit (en)                           |